# Plectocryptus antennalis
Plectocryptus antennalis là một loài tò vò trong họ Ichneumonidae.